# Alec Chambers
Alec Chambers (Connecticut, 5 mei 1995) is een Amerikaanse singer-songwriter, gitarist en pianist.
Hij begon zijn Youtube kanaal in 2009, en heeft ondertussen meer dan 30 miljoen views.
Zijn grote doorbraak kwam er nadat zijn cover Without Me van Halsey viraal ging op TikTok.